# Hamaspora engleriana
Hamaspora engleriana är en svampart som beskrevs av P. Syd. & Syd. 1912. Hamaspora engleriana ingår i släktet Hamaspora och familjen Phragmidiaceae.   Inga underarter finns listade i Catalogue of Life.